# Yakisugi

Descripción del proceso simplificado para aplicar la técnica japonesa Shou-Sugi-Ban/Yakisugi (焼杉板):
1:Quemar la madera
2:Cepillar la madera carbonizada superficial
3:Lavar la madera
4:Proteger la madera (con protector, aceites naturales, barnices, etc. De preferencia aceites naturales como el de linaza).

Yakisugi (焼杉) es un método tradicional japonés de preservación de la madera. Yaki  significa calentar con fuego y sugi  es Ciprés.
También se conoce en occidente como Shou-Sugi-Ban (焼杉板), el cual usa el mismo caracter kanji pero con una diferente pronunciación. El caracter ban significa "tablón".
Mediante una ligera carbonización de la superficie de la madera, sin quemar toda la pieza, esta se vuelve impermeable y, por lo tanto, más duradera.
También se protege contra insectos.

## Origen
Este método es originario de Japón. Se cree que se desarrolló particularmente desde el siglo XVIII. En ese momento, la paz reinaba bajo el shogun de Tokugawa y se desarrolla el comercio interno. El mar interior de Seto y sus islas como Naoshima, Seto y Setouchi se convierten en un paso estratégico y próspero en el que se desarrollan las construcciones shou-sugi-ban.
Las fachadas de Yakisugi todavía están muy representadas en estas islas. También se encuentra en casas de té y casas tradicionales (machiya) en los antiguos distritos de Kioto o Nara.

## Producción
La madera originalmente utilizada es Sugi (杉), comúnmente conocida como cedro japonés. Sin embargo, el nombre científico de esta especie endémica de Japón es cryptomeria japonica, por lo que es un ciprés.
La madera utilizada debe estar seca, cortada en tablas largas. Idealmente, la incineración se realiza en el costado del tablero que se volvió hacia el exterior del tronco.

### Pasos del proceso
1. Quemar la madera
2. Cepillar la madera carbonizada superficial
3. Lavar la madera
4. Proteger la madera (con protector, aceites naturales, barnices, etc. De preferencia aceites naturales como el de linaza).

### Producción Artesanal
El proceso de producción artesanal sigue estos los pasos:
1. Tres tablas se atan por una cuerda o alambre, con una cuña en cada esquina, formando una chimenea de forma triangular.
2. La construcción unida se coloca en una chimenea, o una bola de papel periódico se enciende en su base para encender el interior.
3. Primero aparece un humo blanco si la madera no está totalmente seca (es el agua que se evapora). La quema realmente comienza cuando aparece humo negro.
4. La chimenea se quema durante varios minutos por un lado, luego se da vuelta para que la combustión sea homogénea a lo largo de los tablones.
5. Cuando ha pasado el tiempo, las tablas aún en llamas se desatan y se sumergen en agua para detener la combustión.
6. Finalmente, se almacenan para secar antes de ser instaladas.

### Producción Industrial (opciones)
- Los tableros se queman uno por uno con un soplete de gas
- Los tablones se queman uno por uno o varios en un horno o en un incendio
- Los tablones se queman en serie en un horno cuyo operador controla la temperatura y el tiempo de combustión
- Los tablones se queman en serie en un horno cuya temperatura y tiempo de combustión son automáticos

## Características
La madera carbonizada utilizando esta técnica adquiere:
- Resistencia al Fuego (Ignífuga)
- Resistencia a insectos xilófagos
- Resistencia a la pudrición
- Resistencia al agua
- Resistencia a los rayos UV

## Galería

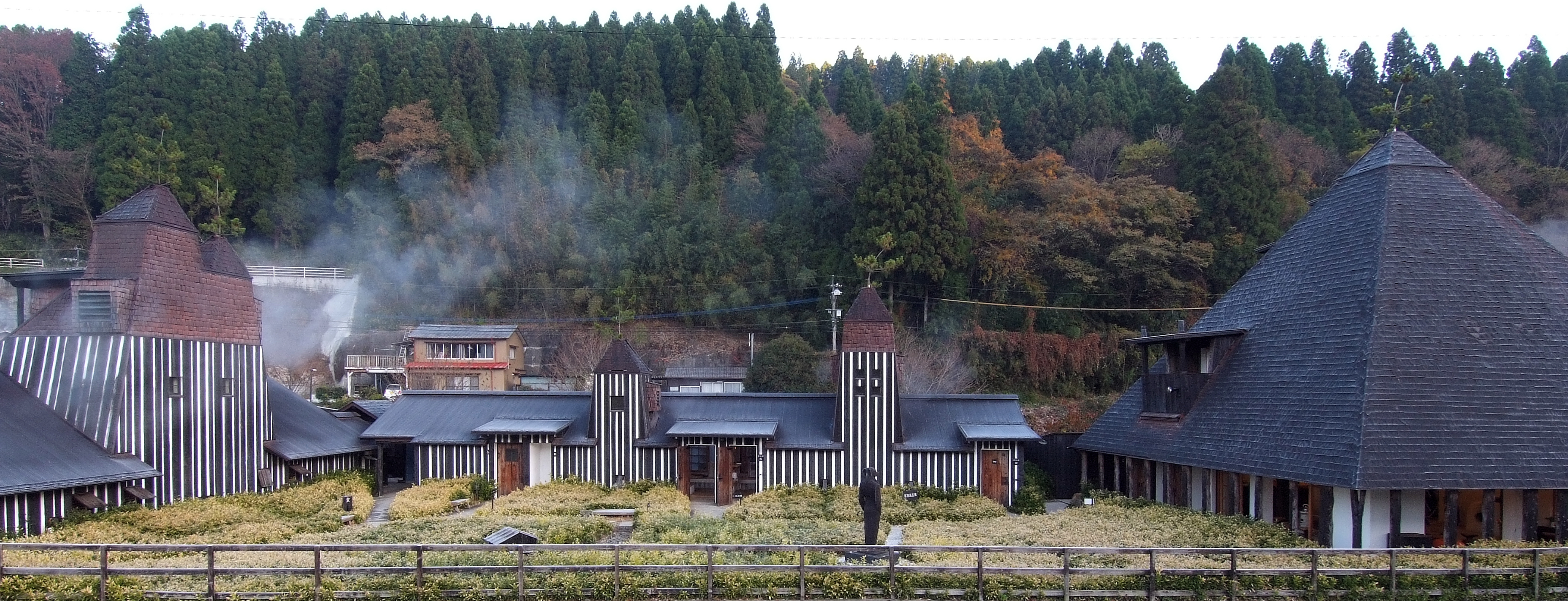
Lamune Onsen (Lamune Hot Spring House), en Taketa Ōita Japan, diseñado por Terunobu Fujimori en 2005.
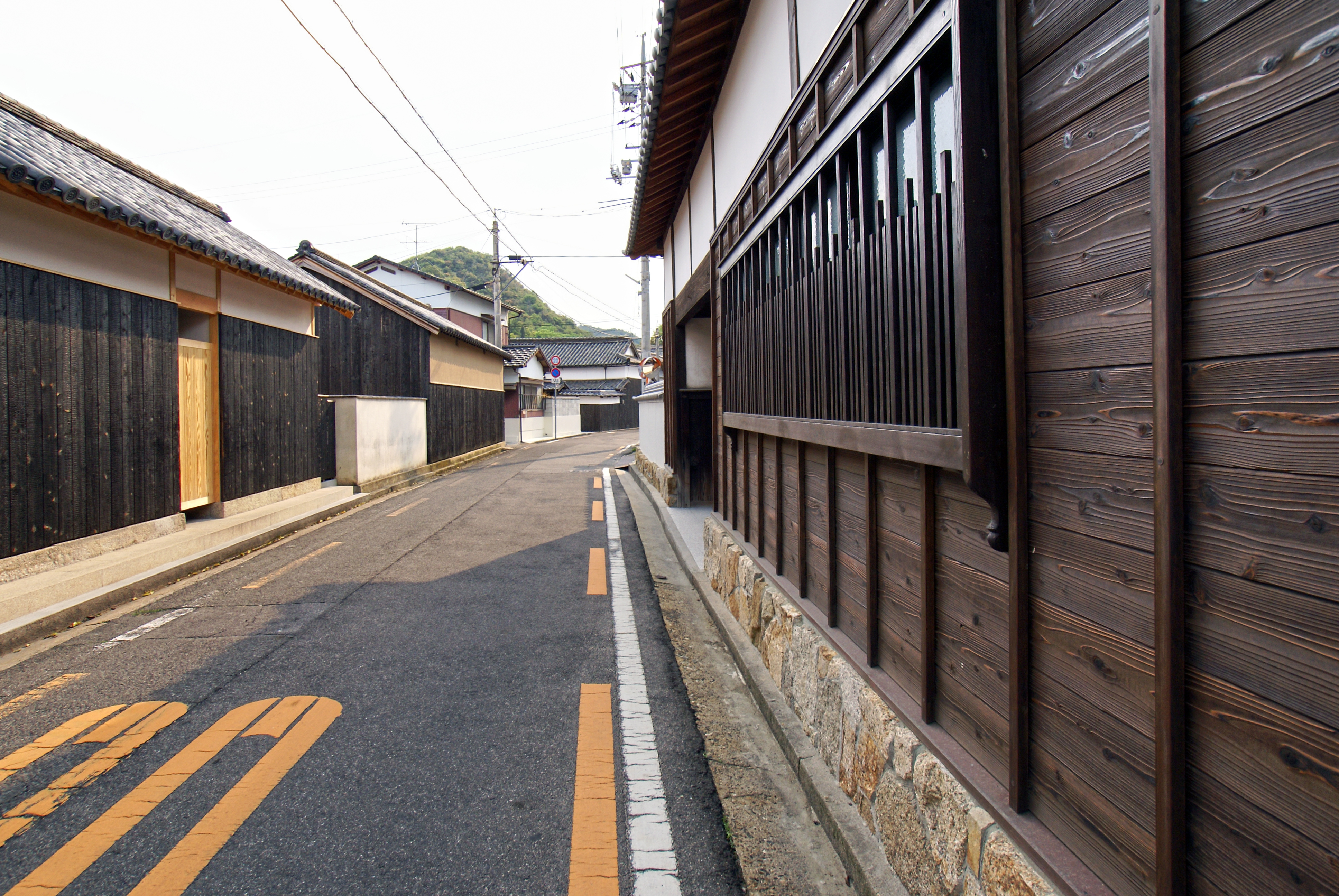
Casas tradicionales en Naoshima (Kagawa) revestidas con paneles yakisugi
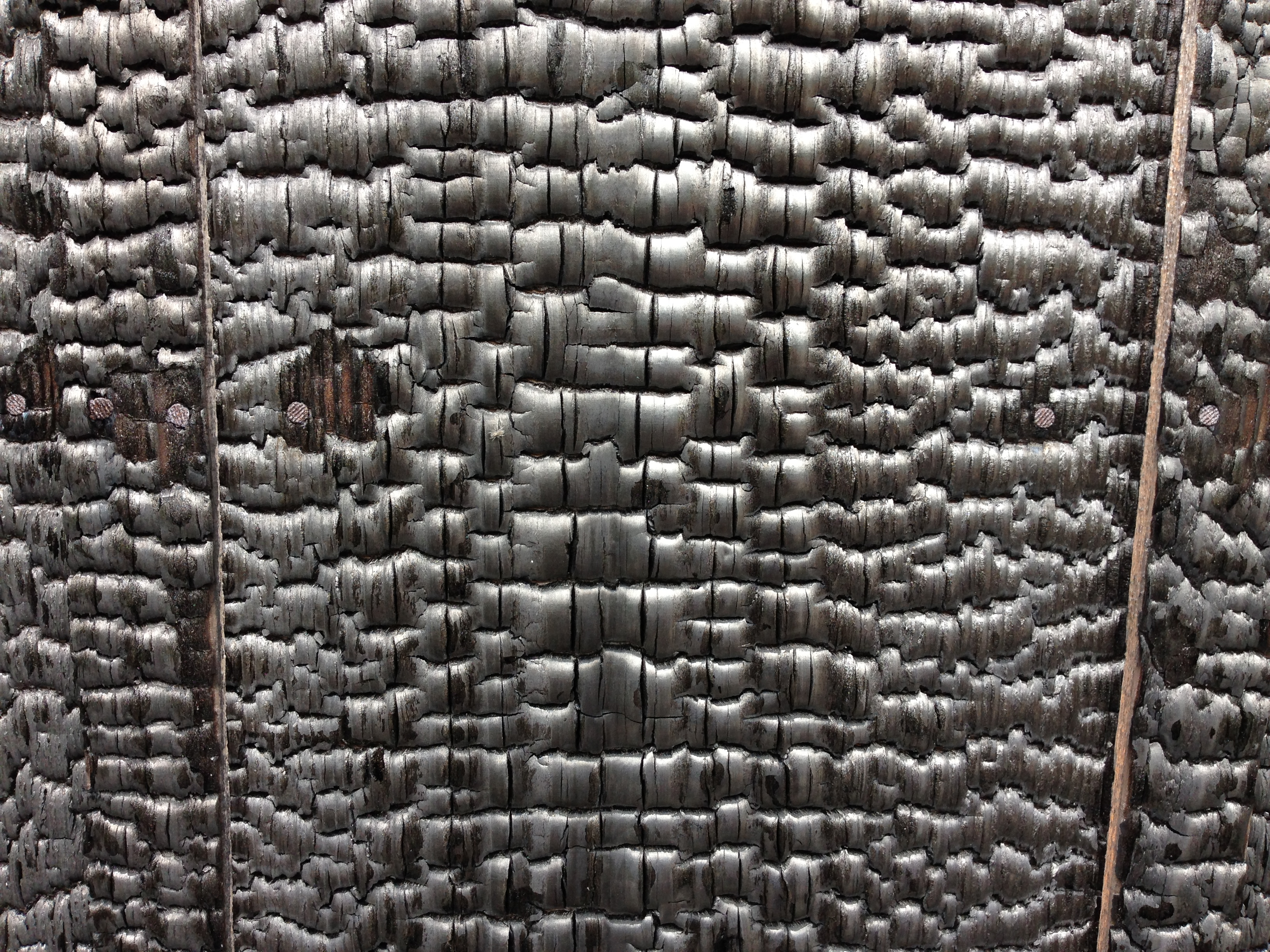
Acercamiento de un tablero yakisugi, sin sacar la superficie carbonizada
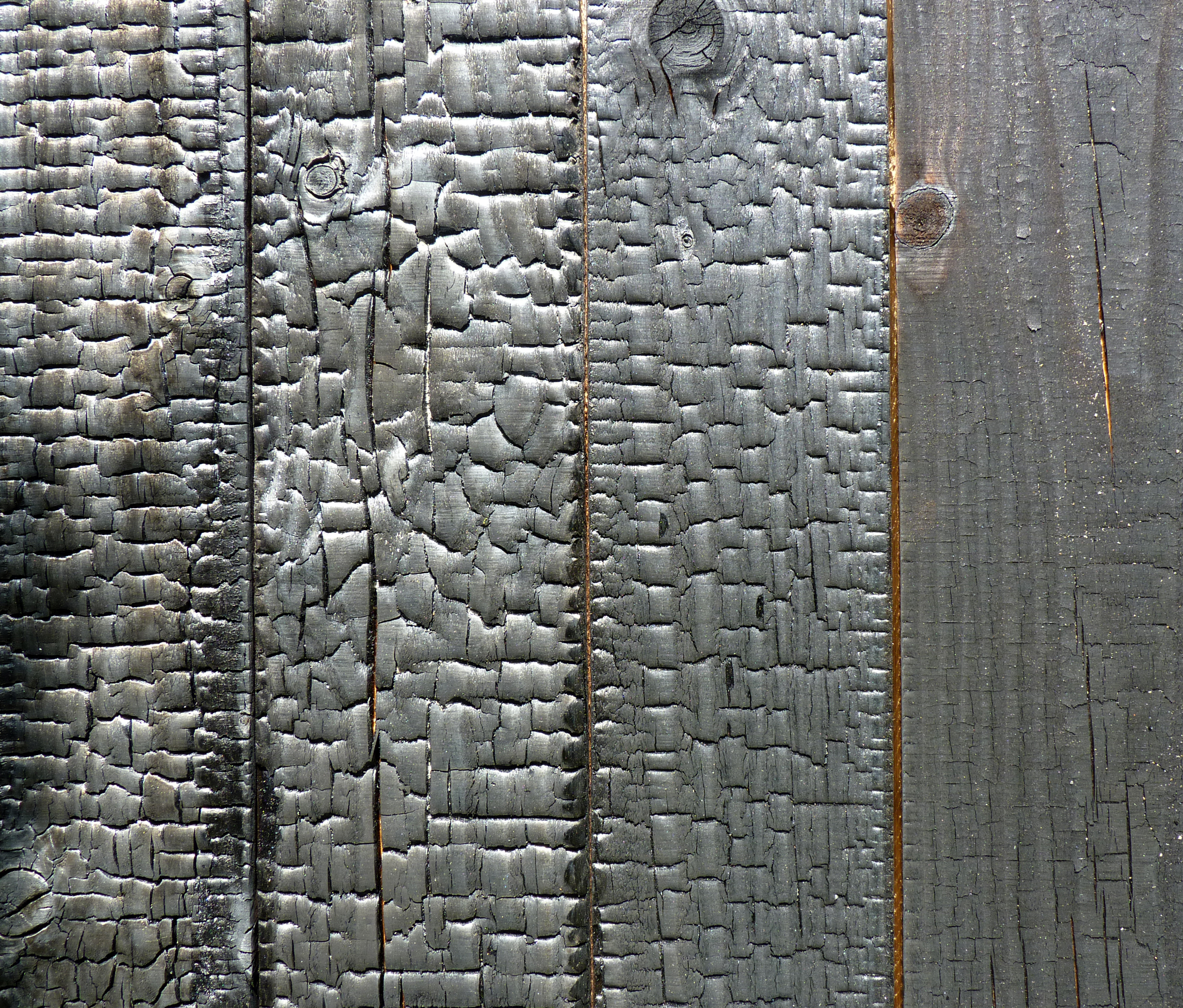
Ejemplos de madera más o menos carbonizada. La última de la derecha, no posee la capa carbonizada.
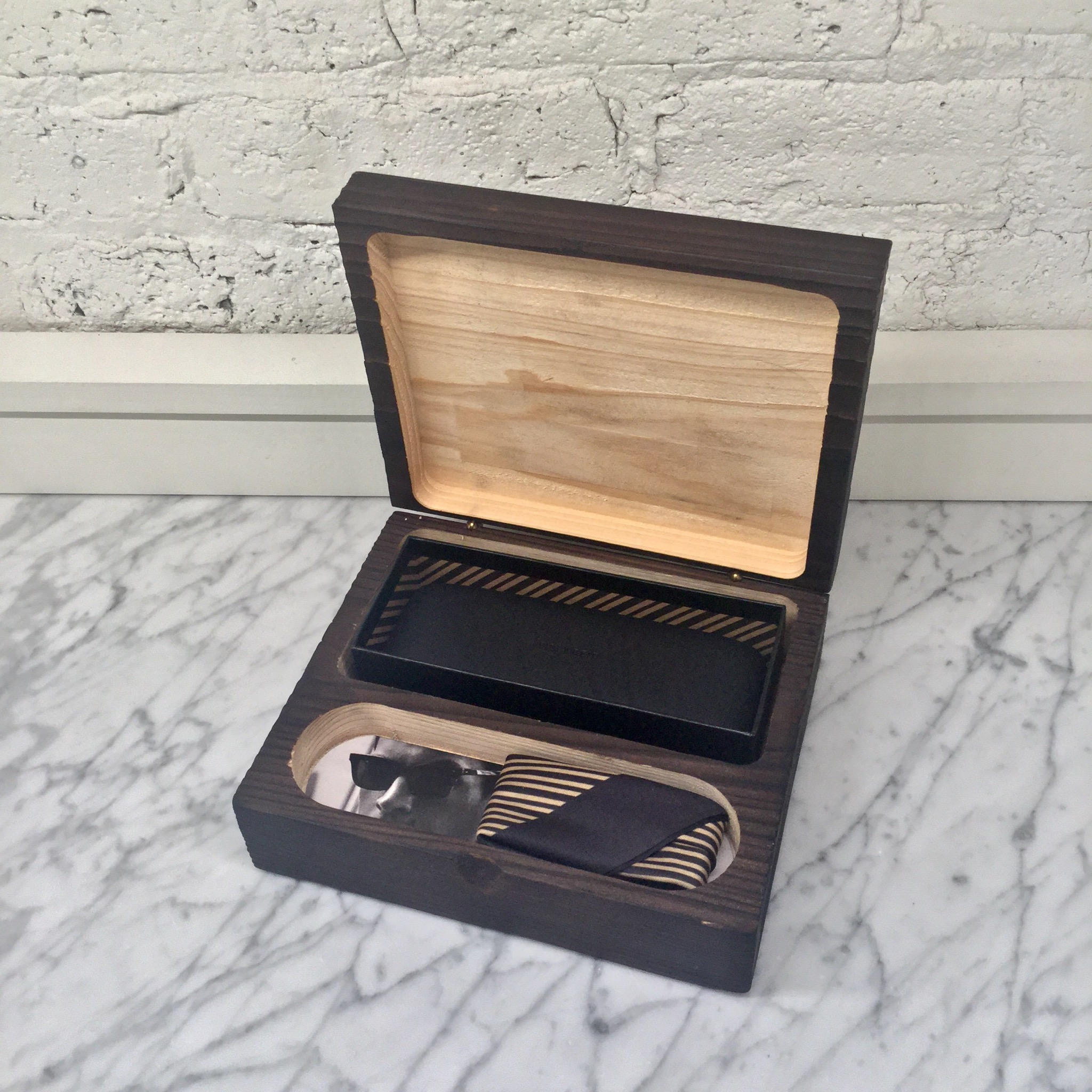
Madera tratada Yakisugi, utilizada en una caja para gafas de sol
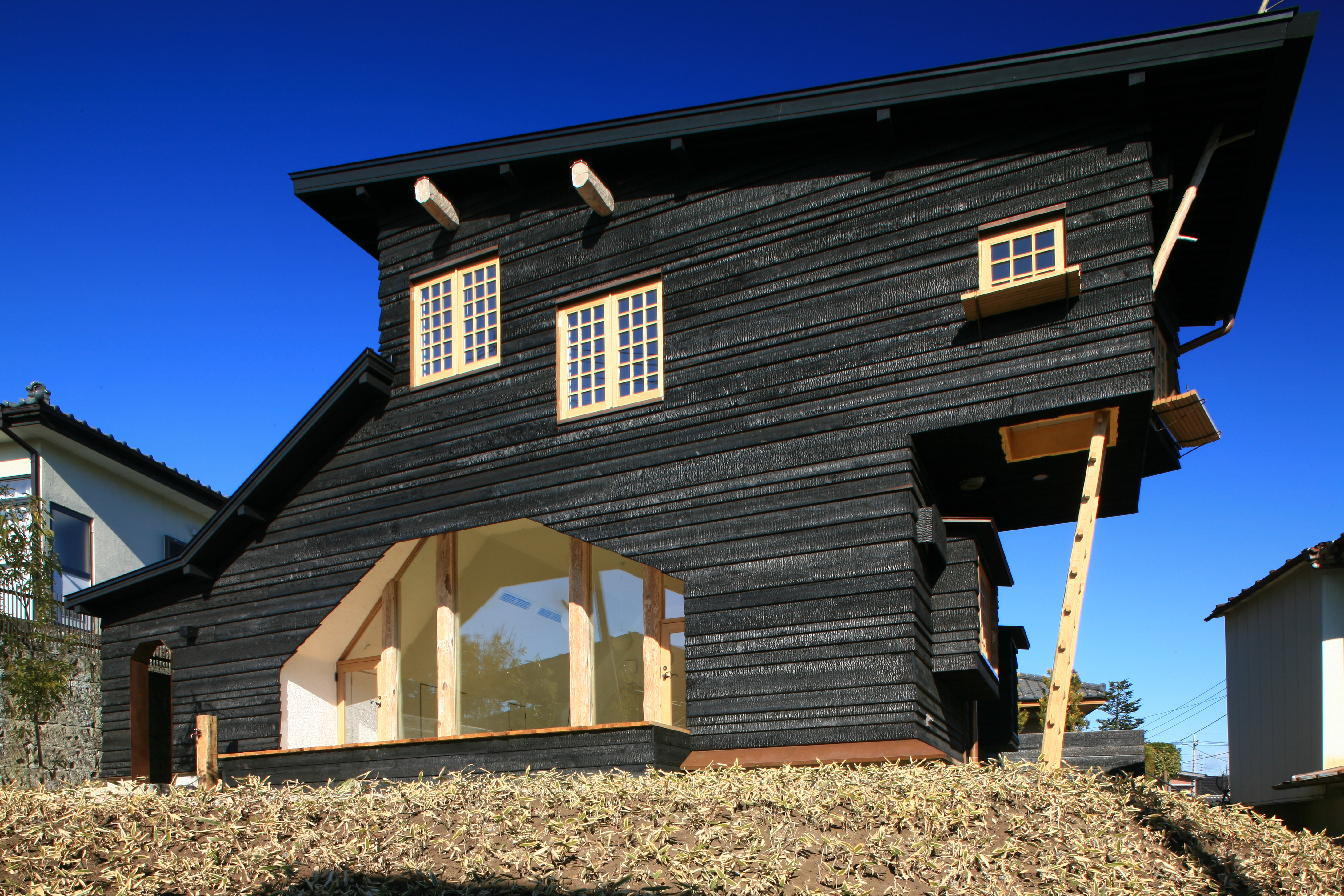
Utilización de la Técnica Shou-Sugi-Ban para Coal House, por el arquitecto Terunobu Fujimori